# Václav Špála
 (juillet 2025).
Václav Špála (24 août 1885 à Žlunice - 13 mai 1946 à Prague) était un peintre, graphiste et illustrateur tchèque.

## Biographie

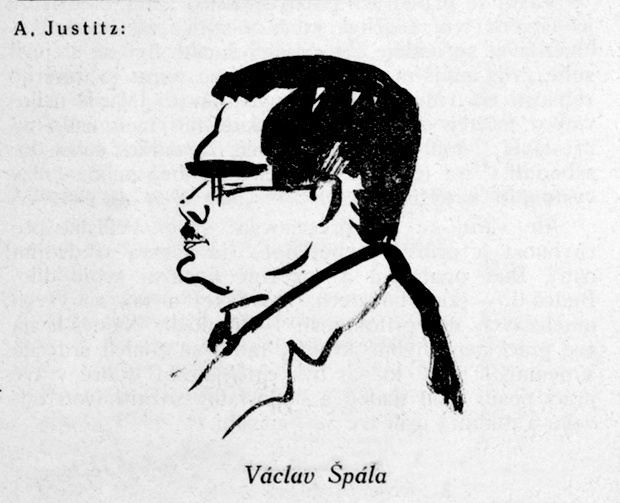
Caricature d'Alfréd Justitz, vers 1925.

Il a étudié à l'Académie de Prague. Il était membre du groupe Tvrdošíjní (Les Obstinés) et a exposé avec eux. Au début de sa carrière, son œuvre est influencée par le fauvisme, plus tard par le cubisme. À partir de 1909, il est membre de l'Association Manes. À partir de 1911, il est également membre du Groupe des Beaux-Arts de Prague, un groupe de jeunes modernistes tchèques adhérant au mouvement cubiste et comprenant des artistes comme Vincenc Benes, Josef Capek, Emil Filla ou Otto Gutfreund. Le Groupe des Beaux-Arts organisa en 1912 deux expositions importantes dans les salles d'exposition nouvellement ouvertes de la Maison Municipale de Prague[réf. incomplète]. À partir de 1923, il peint principalement des paysages et des natures mortes.

## Réception de l'œuvre
Václav Špála compte parmi les plus grands représentants de l'art moderne tchèque. La société tchèque l'a alternativement rejeté et prodigué des éloges sans critique. Špála reste l'un des artistes les plus recherchés du pays. Ses peintures décorent non seulement des salles de classe mais aussi de nombreux bureaux et salons. Špála a été l'un des premiers artistes à être reconnu par le titre d'artiste national qu'il a reçu en 1946.

## Postérité
Depuis 1959 , la galerie Václav Špála porte son nom. Il est enterré au cimetière de Vyšehrad.